# El Ristorantino de Arnoldo
El Ristorantino de Arnoldo (no Brasil como O Restaurante do Arnoldo) é uma série de televisão infantil argentino, produzida pelo Non Stop e Disney Junior América Latina para o streaming Disney+ em 29 de janeiro e 21 de maio de 2021. É um spin-off da série original Junior Express.

## Enredo
Em Bahía Bonita, um pequeno povoado à beira-mar, Arnoldo abre seu Ristorantino com seu assistente Francis que hoje é chefe dos garçons. Arnoldo vai reviver o reviver criando experiências gastronômicas únicas com seus pratos deliciosos e saudáveis.  Mas ele vai ter alguma concorrência: os irmãos vilões Malú e Keno Malvatti, que produzem e vendem alimentos processados em um food truck muito tecnológico que estacionam bem em frente ao Ristorantino. Em cada episódio, Arnoldo e sua equipe tentam encantar os clientes de Ristorantino, apesar dos hilários planos dos Malvattis de sabotá-los. Aqui, música, amizade e diversão serão sempre os ingredientes principais!

## Elenco e personagens
- Diego Topa como Arnoldo
- Julio Graham como Francis
- Micaela Romano como Alina
- Ignacio Riva Palacio como Keno
- Julian Pozzi como Fiore
- Belén Pasqualini como Malú
- Ana María Cores como Margarita

## Lista de episódios
1. La inauguración: O Ristorantino é inaugurado e o local recebe seus primeiros clientes.
2. La Malúracha: Malú cria uma barata robô para espantar os clientes de Arnoldo.
3. La feria del limón: Uma feira anual é realizada em Bahía Bonita, onde há jogos para a cidade e Francis representa o ristorantino no torneio.
4. Palillos: Um cliente chega da China, mas Arnoldo se comporta como um teimoso, pois o cozinheiro não respeita os costumes do asiático.
5. Yo no fui: Fiore causa uma grande confusão quando assume o controle do restaurante enquanto Arnoldo está fora.
6. La cuchara de Arnoldo: Fiore perde a colher da avó de Arnoldo e os funcionários do restaurante tentam encontrá-la sem que o chef perceba.
7. Concurso de video: O Ristorantino participa de um concurso para o melhor vídeo de Bahía Bonita.
8. Una visita especial: Capítulo emocionante onde o Capitão Topa se reencontra com seus velhos amigos Francis e Arnoldo em Bahía Bonita.
9. Pirata Bostezo: Arnoldo se assusta ao ouvir a lenda do Pirata do Bocejo, na qual ele diz que um pirata se apoderou de Bahía Bonita.
10. Fruta del corazón: María ofende Margarita e há uma discussão entre elas, enquanto Francis, Alina e Fiore tentam fazê-las voltarem a ser amigas.
11. Pícnic de Margarita: A porta do ristorantino está bloqueada, por isso o local recebe seus clientes na rua.
12. La Malúrobot: Malú cria um robô que muda a temperatura do ambiente e com isso deixa o Ristorantino mais gostoso.
13. Malvatti versus Malvatti: Os irmãos Keno e Malú se enfrentam para ver quem é o primeiro a receber uma flor tão cobiçada de Arnoldo.
14. Nuevo camarero: Keno, disfarçado de garçom, arma para Francis para que ele fique mal no festival do marinheiro.
15. Galletas de Margarita: Durante uma manhã de tempestade, a equipe do ristorantino acredita que há um ladrão no local.
16. El arqueólogo: Uma curiosa arqueóloga vai ao Ristorantino depois de uma longa jornada de expedição.
17. Menú de Arnoldo: Arnoldo abre seu cardápio no Ristorantino e recebe uma visita peculiar.
18. La Princesa: Malú, vestida de princesa, visita o restaurante para fazer planos complicados: ela insulta e ofende Francis, Alina e Fiore, mas o chef Arnoldo não presta atenção aos comentários de sua equipe, então o garçom, a recepcionista e a sobrinha do chef decidem se demitir. É lá que Arnoldo aprende uma grande lição.

## Exibição
A série estreou originalmente na Argentina em 29 de janeiro de 2021 em streaming Disney+, e uma série original da Disney Junior América Latina.
Em 13 de outubro de 2022, a série foi removida pelo Disney+.

## Trilha sonora
A trilha sonora foi lançada originalmente na Argentina em 29 de janeiro de 2021 pela gravadora Walt Disney Records em espanhol, no formato de streaming digital.
| N.º            | Título                        | Compositor(es) | Artista(s):                          | Duração |  |
| 1.             | "El Ristorantino"             |                | Elenco de El Ristorantino de Arnoldo | 02:12   |  |
| 2.             | "Que bonita es la vida"       |                | Elenco de El Ristorantino de Arnoldo | 02:05   |  |
| 3.             | "Rapibocados"                 |                | Elenco de El Ristorantino de Arnoldo | 01:41   |  |
| 4.             | "Vengan a comer"              |                | Elenco de El Ristorantino de Arnoldo | 02:45   |  |
| 5.             | "A limpiar y ordenar"         |                | Elenco de El Ristorantino de Arnoldo | 02:06   |  |
| 6.             | "El team del sabor"           |                | Elenco de El Ristorantino de Arnoldo | 02:47   |  |
| 7.             | "Bienviendos al Ristorantino" |                | Elenco de El Ristorantino de Arnoldo | 02:05   |  |
| 8.             | "Boogie de la cocina"         |                | Elenco de El Ristorantino de Arnoldo | 02:00   |  |
| 9.             | "Bu, buuu"                    |                | Elenco de El Ristorantino de Arnoldo | 02:05   |  |
| 10.            | "Peki, bum, bum"              |                | Elenco de El Ristorantino de Arnoldo | 02:18   |  |
| 11.            | "A cocinar"                   |                | Elenco de El Ristorantino de Arnoldo | 02:08   |  |
| 12.            | "Un dúo genial"               |                | Elenco de El Ristorantino de Arnoldo | 02:08   |  |
| Duração total: | Duração total:                | Duração total: | Duração total:                       | 26:19   |  |